# Molnár László (politikus, 1950–2018)
Molnár László Sándor (Budapest, 1950. május 21. – 2018. október 29. vagy előtte) magyar politikus, országgyűlési képviselő 1998 és 2002 között.

## Életútja
Gépjárműjavító és szerelőként, vendéglátó-ipari üzletvezetőként dolgozott. 1987-től magánvállalkozó volt. 1999-től a Magyar Gépjárművezetők Érdekvédelmi Szervezetének elnöke volt. 1995 és 2001 között az FKGP tagja volt. A vállalkozói tagozat elnöke, majd a párt szervezőtitkára volt. 1997–98-ban a választási iroda vezetője volt. 1998 és 2002 között országgyűlési képviselőként dolgozott. 2001-ben független képviselő lett. 